# Mieczysław Centnerszwer

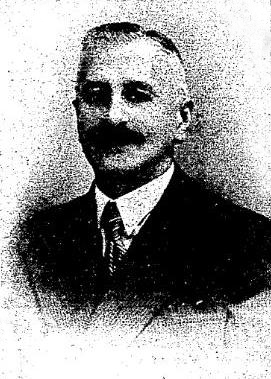
Mieczysław Centnerszwer

Mieczysław Centnerszwer (10 tháng 7 năm 1874 - 27 tháng 3 năm 1944) là nhà hóa học người Ba Lan. Ông là giáo sư tại Đại học Kỹ thuật Riga và Đại học Warszawa. Ông bị lực lượng Gestapo (lực lượng mật vụ của tổ chức SS do Đức Quốc xã lập ra) sát hại vì ông là người Do Thái.

## Cuộc đời
Centnerszwer sinh ra ở Warszawa, con trai của Gabriel Centnerszwer (1841–1917) và là cháu trai của nhà toán học Jakub Centnerszwer. Ông học hóa học tại Đại học Leipzig và bảo vệ thành công luận án tiến sĩ năm 1898 dưới sự hướng dẫn của viện sĩ Wilhelm Ostwald. Khi ở Leipzig, ông gặp gỡ Franciszka Anna Beck và họ kết hôn vào năm 1900. Ông làm giáo sư tại Đại học kỹ thuật Riga từ năm 1917 đến năm 1919 và sau đó chuyển sang Đại học Latvia và giảng dạy nơi này cho đến năm 1929. Năm 1932, ông trở thành trưởng khoa Hóa lý tại Đại học Warszawa. Ông bị chính quyền Đức Quốc xã buộc phải ly hôn với vợ vào năm 1940. Vợ ông được phép ở lại vùng Aryan của Warszawa còn ông bị đưa đến một khu ổ chuột. Ông tiếp tục dạy vật lý và hóa học cho Juliusz Zweibaum (Zweibaum tiến hành một trường đào tạo y tế ngầm) và tiếp tục làm việc cho đến tháng 7 năm 1942. Ông chạy trốn khỏi khu ổ chuột trước khi những người dân trong khu này bị giết. Ông trở về nhà vợ. Tuy nhiên Centnerszwer bị con trai của một người chăm sóc tiết lộ vị trí và bị lực lượng Gestapo bắn vào ngày 27 tháng 3 năm 1944 trước mặt vợ. Thi hài của nhà hóa học này được chôn cất tại Nghĩa trang Powązki.
Centnerszwer nghiên cứu trong lĩnh vực động hóa học, tính ăn mòn và cân bằng hóa học trong hệ đa pha. Ông đã xuất bản hơn 100 bài báo nghiên cứu. Năm 1928, ông được trao tặng danh hiệu Officier d'Academie Francaise và năm 1929, nhận được Huân chương Ba Ngôi sao của Latvia.